# Taubenturm Menouville
Koordinaten: 49° 9′ 6,8″ N, 2° 6′ 34,2″ O

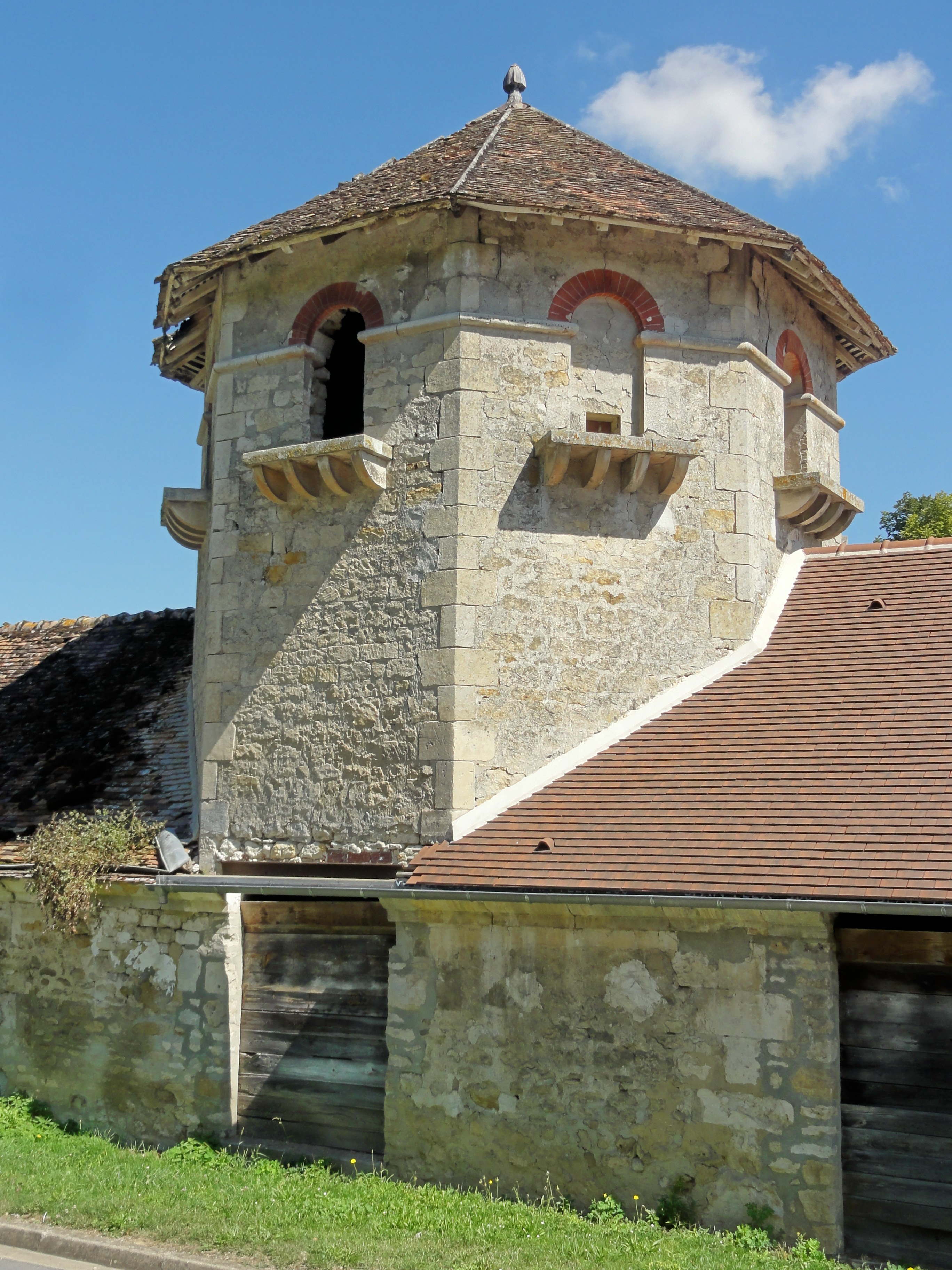
Taubenturm in Menouville

Der Taubenturm (frz. colombier für Taubenturm) in Menouville, einer französischen Gemeinde im Département Val-d’Oise in der Region Île-de-France, wurde ursprünglich im 15. Jahrhundert errichtet und im 19. Jahrhundert erneuert. Der Taubenturm gehört zu einem Herrenhaus mit Bauernhof.
Der achteckige Turm mit überstehendem Dach ist untypisch für das Vexin. Die Rundbogenfenster und die darunter angebrachten Plattformen stammen vermutlich aus dem 19. Jahrhundert.